# 若林作兵衛
若林作兵衛（わかばやし　さくべい）は江戸時代末期の米沢藩 最長老（６５歳）の重鎮。　慶応4年戊辰戦争当時、米沢藩の藩論決定に中老職として関わった。　　会津藩・新発田藩・仙台藩との交渉にも出向いた。　米沢藩が戦いに巻き込まれるのを避けたいという姿勢に終始したため、越後に出兵した前線部隊と対立した。

## 経歴
文政8年(1825年)11月17日　作兵衛に改め家督秩80石御馬廻り
文政12年(1829年)4月6日 世子御小姓
天保10年(1839年)3月28日　斉憲公御手水番
天保11年(1840年)1月6日 加増20石
弘化元年(1844年)1月5日　加増20石
弘化3年(1846年)1月5日  御使番　加増200石
弘化4年(1847年)12月25日 五日町奉行
安政元年(1854年)9月16日　御中之間年寄　加増250石
安政4年(1857年)11月1日 御徒組支配兼郡奉行
文久2年(1862年)10月15日　大目付　加増25石
文久3年(1863年)  御上洛供奉慶応元年(1865年)4月21日　加増25石
慶応2年(1866年)8月25日 屋代郷御拝領　年来職務に深く心を尽御感悦に思し召し子孫永永加秩30石
慶応2年(1866年)11月14日 中老職 加秩170石計500石
慶応4(1868年)年2月26日 　仙台藩からの使者（　安田竹之助・　玉虫左太夫）と面会（会津藩救済の協議）
慶応4(1868年)年4月20日 　会津藩に最後の説得に向かう
慶応4(1868年)年5月12日 越後に出陣
慶応4(1868年)年5月15日～17日　　新発田藩へ出兵要請に向かう
慶応4(1868年)年5月24日 越後から急遽、帰国
慶応4(1868年)年7月17日 　仙台藩に奮発興起を促すため出向く
慶応4(1868年)年7月29日 仙台から帰国
慶応4(1868年)年8月19日 死亡　６５歳

## 概要
米沢藩では鳥羽・伏見の戦い以降の対応は、それぞれの局面で重臣たちが徹宵の議論を行なったうえで決定していた。　更に慶応4年4月以降は藩政執行部である「本政府」とは別に軍事に関する権限と機能を集中化した「軍政府」（若手を主体にした軍政府執行部）を設けた。　いわば、軍事に関することは軍政府に一任する体制にした。　若林作兵衛はそのなかで、年功をかさに終始、軍事作戦に干渉し、戦地で前線部隊と激しい対立になった。
長岡城が陥落（5月19日）し、新政府軍のさらなる侵攻が確実となり、米沢藩が戦いに巻き込まれる事態が切迫した頃（慶応4年5月21日～２４日）の軍政府参謀甘糟継成の日記に越後で若林が前線部隊に後退・撤退を要求して対立した様子が記されている。

## 甘糟継成「北越日記」
・【甘糟継成「北越日記」5月21日】　若林と勘定頭頭取小林五兵衛が本陣に来て、この先（加茂）への前進に同意せず。若林は逆に本陣を更に後退させることを主張。　
・【甘糟継成「北越日記」5月22日】　若林と小林の行方知れず。そのまま国に逃げ帰ったとの説あり。
・【甘糟継成「北越日記」5月24日】 若林は深く戦いを恐れ、総督色部長門に早く引き返すようにと勧めたが、色部がゆえなく退くことは諸藩の嘲りを受けると承知しなかったため、若林は大いに激し、米沢に走り帰り、帰路途中（関）に保管している鉄砲・弾薬を米沢に戻すよう命じたうえ、関まで出陣していた上杉主水を米沢に戻るよう勧めた。
・【甘糟継成「北越日記」5月24日】（若林に）後続部隊の救援も、弾薬の補給も止められては、とても戦いは出来ない。　すみやかに米沢に使者をたて「若林は総督の命を守らず、ほしいままに逃げ軍機を誤り、先勢を棄殺しようとしている」と報告。
もともと米沢藩の越後出兵は越後の住民が会津藩に対しての反感が強く、米沢藩に救いを求めて来たので、その人心を収攬するためで、新政府軍と戦うためではないという大義名分があったが、現実に前線に立っている兵の感情や同盟軍他藩との関係から、若林の主張が受け入れられる状況ではなかった。

## 若林側からの記録「上杉家御年譜１８」
一方、「上杉家御年譜１８」5月24日には急遽、米沢に戻った若林が重臣を召集し、会議を開いたことが記載されている。　若林は藩主の越後出陣中止と軍を後方に退かすべきと主張し、軍が自分の言う事を聞かず、おまけに軍の連中は自分に対して「老怯（ろうきょう）軍気を撓（たゆ）ますものとなし謗議（ぼうぎ：悪口）すこぶる粉興す」と批判したと述べた。
結局、若林の意見が入れられたのは、藩主上杉斉憲の越後出陣をしばらく様子見とすることだけで、6月1日に現地の色部・千坂総督から越後戦線の戦況報告と藩侯の親征を懇請する手紙が届き、6月3日に出陣したので、若林の影響力は限界があった。

## 藩に戻った後
藩に戻った若林はその後、7月17日に仙台藩に「奮発興起」を促すための役割を命じられ出張。　7月29日に帰藩するが、8月19日に病気で死去。
上杉家御年譜には「8月19日　中老若林作兵衛秀秋大病の由、御心許なく思し召し金五十枚を賜い薬用せしめられる　ただし作兵衛この日死去す」と記載されている。